# Soul Eater
Soul Eater (ソウルイーター Sōru Ītā?) este un anime, bazat pe manga cu același nume scrise și desenate de Atsushi Okub.Serialul este amplasată la "Academia Maeștrilor Armelor Morții", (Shibusen) seria se învârte în jurul unei echipe de trei formate dintr-un Maestru și arma și(cel puțin una) arma umană.Personajul principal un băiat, Soul, care se transformă în secure și Maka, o fată care îl însoțește și îl "mânuiește".În încercarea de a face din el o Coasă a Morții și astfel utilizat de către directorul Academiei Shinigami, personificatorul morții, ei trebuie să colecteze 99 de suflete ale oameniilor răi și un suflet de vrăjitoare,din această ordine în caz contrar ei vor trebui să înceapă peste tot din nou.Manga este publicată de către Square Enix și a fost primul lansat în trei fotografii separate, una dintre ele a fost serializată în două ediții speciale Gangan Powereder și un Gangan Wing între 24 iunie și 26 noiembrie 2003.Manga a început seria regulată în Square Enix a revistei lunare manga Gangan Shōnen, pe 12 mai 2004.Soul Eater este format din 18 volume manga și 51 de episoade anime Funimation licențiate în distribuție în America de Nord care au fost produse de adaptare la studioul Bones primul episod fiind difuzat la Tv Tokyo, în Japonia, pe 7 aprilie 2008.Primul volum manga consolidat a fost lansat de Square Enix în cadrul benzilor desenate Gangan, amprentate pe 22 iunie 2004,în Japonia, și în septembrie 2011, în 20 de volume eliberate.Manga a fost autorizată pentru distribuire în America de Nord de către Yen Press.Versiunea în linba engleză s-a tradus Soul Eater când a fost serializat în Yen Press la revista manga de antologie Yen Plus începând cu 29 iulie 2008, iar volumul manga a fost lansat pe 27 octombrie 2009.Un singur drama CD a fost produs pe 31 august 2005, care a venit la pachet cu o carte de artă.Un joc video acțiune-aventură cu același nume a fost lansat pe 25 septembrie 2008 de către Square Enix pentru platforma Wii, pe 23 octombrie 2008 pentru Nintendo DS și pe 29 ianuarie 2009 pentru PlayStation 2 și PlayStation Portable.O altă serie manga care va rula alături de seria principală, intitulată Soul Eater Not!. A fost serializată în Month Shōnen Gangan pe 12 ianuarie 2001.

## Personaje
Elevii principali
Studenții de la Shibusen sunt clasificați în două grupe: oamenii care se nasc cu puterea de a se transforma în arme de demoni, și oamenii ale acestor arme numiți maeștri. Maeștrii și armele sunt asociați cu fiecare,și trebuie să fie calificați la canalizarea lungimi de undă a sufletelor lor, într-un mod eficient în luptă împotriva vrăjitoarelor și oamenilor răi. Scopul tuturor elevilor de la Shibusen este de a deveni Secera Morții, una dintre armele directorului academiei Shibusen Shinigami. Pentru a obține statutul de Secera Morții, o armă trebuie să mănânce exact 99 de suflete numite kishin ale oameniilor răi și un suflet de vrăjitoare. Maestrul și arma sunt deosebit de puternici și sunt capabili să lupte fără să aibă nevoie de parteneri. Prin utilizarea unei tehnici numite rezonanța sufletească, Maestrul și arma sunt capabili să acceseze noi competențe și abilități. Deosebit de ridicați de tip, maeștrii sunt capabili să lupte fără armă prin utilizarea lungimii de undă a sufletelor lor ofensive.
Maka Albarn
Exprimată de: Junko Takeuchi (CD dramă), Omigawa Chiaki (japoneză), Laura Bailey (engleză)
Maestrul coasei Soul Eater și protagonistul principal de sex feminin. Ea este un student tânăr, care s-a dedicat, după ce mama ei, un alt Maestrul a fost prodigioasă. Cu toate acestea relația ei cu tatăl său Spirit (sau Coasa Morții) este incredibil de tensionată din cauză că acesta flirtează cu femei constant, ceea ce a dus la divorțul părinților ei. Ca atare Maka este obsedată să-l transforme pe Soul Eater într-o Seceră a Morții, care-l va depăși pe tatăl ei. Ea face o echipă bună, cu Soul, dar este predispusă la izbucniri sâcâitoare ori de câte ori Soul face ceva prostesc. Ea a dezvoltat de asemenea, versiunea proprie a secerii care are aceelași efect ca și originalul, dar, deoarece nu are mâinile morții mari, ea folosește o carte. Când sunt în pericol, cu toate acestea, Maka face tot ce poate pentru al păstra pe Soul în afara drumurilor rele, în timpul poveștii Soul este infectat cu un sânge negru în lupta lor împotriva lui Crona, care a infectat-o și pe Maka de asemenea, înnebunind sub influența acestuia. Ea a obținut mai târziu control asupra sângelui negru prin dezvoltarea lungimii de undă a sufletului moștenit de la mama ei, numit lungimea de undă anti-demon, care a ajutat-o să reziste asupra efectelor de nebunie. Ea este de asemenea adeptă la o abilitate numită Percepția Sufletelor, care îi permite să detecteze sufletele altor oameni și să măsoare puterile lor. Mai târziu, la mijlocul poveștii ea este capabilă să detecteze suflete de vrăjitoare, chiar atunci când folosesc magia să-și ascundă sufletele, ca cele ale oameniilor. După transformarea lui Soul în Secera Morții, Maka câștigă abilitatea de a combina puterea ei unică cu un suflet numit Grigori, cu cel al lui Soul și îi cresc aripi angelice la forma de armă a lui Soul, care le permite să le folosească ca scut. În anime, Maka a dovedit că are puteri de arme demon moștenite de la tatăl ei, permițându-i să conjure lamele din corpul ei în timp ce este inconștientă.
Soul Eater
Exprimat de: Soichiro Hoshi (CD dramă), Koki Uchiyama (anime), Mica Solusod (engleză)
Soul Eater este un demon coasă, partenerul lui Maka Albarn și protagonistul principal de sex masculin. Numele său adevărat este de fapt Soul Evans dar când a intrat la Shibusen el și-la schimbat din principiul denumirii liberane. Forma sa de armă este o lamă roșie cu negru cu un ochi aproape de călcâi, în care își exprimă emoțiile. El are o personalitate leneșă, relaxată și nepăsătoare care încearcă să mențină o atitudine "grozavă" care se sfârșește de cele mai multe ori cu una jenantă. Soul este de asemenea un pierde-vară care îi place să găsească o cale mai ușoară în unele situații, de exemplu atunci când a încercat să trișeze la examenul de la Shibusen și a luat 35 de puncte. El se ceartă cu Maka aproape de cele mai multe ori pentru lucruri neimportante din timp în timp, dar el îi este loial cu înverșunare când a afișat voința lui de a muri pentru siguranța prietenilor săi. El de asemenea luptă pentru a rezista efectelor de nebunie inductoare ale sângelui negru, care ia forma unui căpcăun mic, care apare în subconștientul lui, după ce el este redus în piept de Ragnarok și infectat cu sângele sabiei Demon. Ca un membru al unei familii de muzicieni renumiți, Soul este un pianist talentat, dar a folosit descoperirea competențelor sale de armă drept scuză pentru a rupe legăturile tradiției familiei sale și să urmărească obiectivul de a deveni cea mai puternică Seceră a Morții. Lui îi displace să fie comparat cu fratele său mai mare Wes Evans, un violonist celebru și este adesea recent în a reda muzică pentru alte persoane. El poate folosi acest talent atunci când face lungimea de undă a rezonanței cu ceilalți, Soul cântă la pian în sufletul său pentru a spori drastic puterea lor. El reușete să devină Secera Morții după ce el și Maka au învins-o pe Arachne și a mâncat sufletul ei (în manga). 
Black Star
Exprimat de Yumiko Kobayashi (CD dramă, anime), Brittney Karbowshi (engleză)
Black Star este un ninja și maestrul lui Tsubaki. El este extrem de arogant și un gură-mare pentru un asasin, preferând să-și facă o intrare spectaculoasă, decât să stea ascuns în spatele adversarilor, și încearcă să surprindă pe oricine ca să câștige atenție mai multă decât ar face-o de obicei. Frecvent se numește el însuși un mare "zeu" destinat să-l depășească pe Dumnezeu, astfel conduce limitele sale fizice să facă din el însuși cel mai maestru de la Shibusen. El este un combatant calificat chiar și atunci când nu are armă, folosind o abilitate care îi permite să mărească lungimea de undă a sufletului său propriu și să o canalizeze prin atacuri fizice. El este unul dintre ultimii supraviețuitori rămași ai tribului Star, o familie de ninja care îi sacrifică pe alți pentru avere asta până când au fost șterși de Shibusen, care l-au luat pe Black Star când era un copil mic. El este asuprit de orice persoană care recunoaște simbolul tribului Star, un tatuaj în formă de stea pe umărul lui. Datorită obsesiei sale pentru putere, unii cred că el va coborî în cele din urmă la calea spre a deveni un kishin ca și tatăl său. El se înțelege foarte bine cu Soul pentru că amândoi au aceeași personalitate: încăpățânat și încăpățânat.
Tsubaki Nakatsukasa
Exprimată de: Mamiko Noto (CD dramă), Kaori Nazuka (anime), Monica Rial (engleză)
Tsubaki Nakatsukasa este arma și partenerul lui Black Star, clasificată ca o "armă întunecată" care are puterea de a se transforma într-o varietate de arme ninja, inclusiv o kusarigama, un shuriken, o ninjato și o bombă fumigenă. Ea este blândă, liniștită, prietenoasă, plăcută și oferă o influență liniștitoare printre prietenii ei ori de câte ori o spun. Ea este de asemenea răbdătoare și tolerantă cu ceilalți, și asta îi permite să pună o aroganță constantă lui Black Star și intrărilor lui, care-l servește ca un partener la colaboare în luptă. Formele ei multiple de arme fac parte dintr-o tradiție transmisă din familia sa, care a coborât la primele arme demon create de Arachne. Ea mai târziu, dobândește forma ei cea mai puternică, Sabia întunecată, după ce a absorbit sufletul fratelui ei mai mare Masamune. Ea ia în primul rând forma unei katana negre, dar în cele din urmă este capabilă să-l transforme în alte arme exact cum face ea de obicei.
Death the Kid
Exprimat de: Takako Honda (CD dramă), Mamoru Miyano (anime), Todd Haberkorn (engleză)
Death the Kid este maestrul surorilor Thompson și fiul lui Shinigami, născut ca o extensie a acestuia care ia dat propria lui personalitate. Statusul său ca un shinigami îi acordă puteri formidabile și divine, cum ar fi invincibilitatea virtuală. El suferă de tulburare obsesiv-compulsivă pentru simetrie sau TOC astfel cunoscută sub numele de asymmetriphobia; când el vede ceva perfect echilibrat în stânga și în dreapta (cum ar fi lucrurile și oamenii) este frumos, dar el cade la pământ când a văzut până și cea mai mică măsură inegală, asta îl împiedică mereu în viața de zi cu zi chiar și în luptă. Numărul său preferat este 8, nu numai pentru simetria lui dar și pentru că se împarte în mod egal. El este atât de obsedat de simetrie, încât Kid refuză uneori să lupte în bătălie cu excepția cazului în care dacă el este singur doar cu Liz sau Patti devine asimetric când o deține doar pe una. El le mânuiește pe surorile Thompson simultan și cu susul în jos, pentru a păstra simetria lui personală, și refuză să lupte cu alți în timp ce lipsește. El poate convoca, de asemenea un skateboard de zbor numit Belzebut, atât de tranport cât și ca armă. Pentru că el este deja un maestru lustruit și un shinigami, el nu este obligat să colecteze suflete sau să participe la Shibusen dar o face oricum, pentru a crea o armă personalizată și potrivită dorințelor sale.Caracteristica lui cea mai distinctivă este un set de trei linii albe pe partea stângă a capului numite Sanzu, care-i cresc puterile sale divine pentru fiecare linie care se încadrază în totalitate în jurul capului lui, dar îl deprimă de fiecare dată când cineva  îi spune că sunt asimetrice și îi provoacă mult stres. El a încercat să-și vopsească părul în negru pentru a acoperi liniile asimetrice Sanzu, dar cu toate acestea din cauză că corpul său fiind unul de Shinigami, acesta îi respinge vopseaua de păr și se întoarce la normal.
Liz și Patty Thompson
Elizabeth Thompson și sora sa mai mică Patricia Thompson- mai bine cunoscute sub numele de Liz și Patty (scris ca "Patti" în mass-media japoneză), respectiv, sunt partenerii armă ai lui Death the Kid. Amândouă au forma unor semi-pistoale automate și comprimă lungimea de undă a sufletului lui Kid și-n foc sub forma unor gloanțe de energie care în gama puterii de explozie distructivă cauzează o lovitură dureroasă numită non-rana-inductor. Ambele surori sunt în măsură să exercite altă formă de armă a lor ori de câte ori Kid este absent.Când erau mici, au fost abandonate pe străzile din Brooklyn și au supraviețuit jefuind oamenii.S-au alăturat lui Kid inițial să exploateze bogăția și autoritatea de shinigami dar au crescut alături de Kid de-a lungul timpului și au lăsat lăcomia lor.
Exprimată de: Yūko Kaida (CD dramă), Akeno Watanabe (anime), Jamie Marchi (engleză)
Liz este o femeie tânără cinică, care găsește mereu atitudinea perfecționistă a lui Kid enervantă, dar este, de asemenea foarte fricoasă și are o teamă de fantome, convinsă că atunci când se întâlnește cu o fantomă crede că o va mânca (asta din paranoia ei iritând fantomele care vor să o ajute). Ea poate fi uneori și superficială, și uneori profită de alte persoane pentru câștigurile sale proprii, ca atunci când gătitul lui Tsubaki este ceva propriu, pentru ca ea să impresioneze un băiat. Ea poate fi de asemenea cochetă și fermecătoare, mai ales pentru bărbați, în scopul de ai înșela. Atât Liz cât și Patty admiră sufletul demn al lui Kid, datorită faptului că acestea sunt pe străzi. Ea afișează, de asemenea un curaj și determinare ori de câte ori prietenii ei sunt în pericol, și încearcă foarte mult să-i protejeze.
Exprimată de: Miyuki Sawashiro (CD dramă), Narumi Takashira (anime), Cherami Leight (engleză)
Patty este o fată extrem de puierilă, care este capabilă să mențină o atitudine veselă, în orice situație, dar de obicei, are crize de furie psihotică atunci când încearcă să-și motiveze prietenii, ca și în cazul în care personalitatea ei a revenit la viața ei din trecut de pe strada din Brooklyn. Spre deosebire de sora ei, Patty se bucură de drama introdusă de atitudinea perfecționistă a lui Kid, deși ea nu-l înveselește atunci când cade la pământ pentru asta. Au fost momente însă ca personalitatea de copil naiv a lui Patty să dispară, făcându-i loc unei persolalități mai serioase, sugerând că bolboroseala ei poate fi o fată, sau pur și simplu în modul în care vrea să acționeze. Într-un interviu Atsushi Okubo a menționat că Patty este personajul său cel mai important, menționând la fel și despre Black Star.

România: National TV, National 24 PLUS, Animax, Acasa TV, Pro TV International, TVR 1, Prima TV, Antena 1, Antena International, PRO TV Chisinau, PRO 2 MOLDOVA